# Centro de Esportes da Baía de Shenzhen
Centro de Esportes da Baía de Shenzhen (chinês simplificado: 深圳湾体育中心) é composto por um estádio multiuso e um ginásio em Shenzhen, na China. Será o local da abertura e uma das sedes da Universíada de Verão de 2011 e nele serão disputadas competições de tênis de mesa, natação e futebol.